# Kapala terminalis
Kapala terminalis  (лат.) — вид паразитических наездников рода Kapala из семейства Eucharitidae подотряда стебельчатобрюхие перепончатокрылые насекомые. Паразитоиды личинок и куколок муравьев (Formicidae) рода Odontomachus (на видах Odontomachus haematodes и Odontomachus insularis. Вид был описан в 1892 году американским энтомологом Уильямом Эшмидом (1855—1908).

## Распространение
Центральная Америка: Гаити, Куба.